# Nailsea
Nailsea är en stad och civil parish i North Somerset i Somerset i England. Orten har 15 630 invånare (2011).